# Eubasilissa rahtkirani
Eubasilissa rahtkirani är en nattsländeart som beskrevs av Schmid 1965. Eubasilissa rahtkirani ingår i släktet Eubasilissa och familjen broknattsländor. Inga underarter finns listade i Catalogue of Life.